# Адольфо Гайч
Адольфо Гайч (ісп. Adolfo Gaich, нар. 26 лютого 1999, Кордова) — аргентинський футболіст, нападник клубу «Сан-Лоренсо».

## Клубна кар'єра
Народився 26 лютого 1999 року в місті Кордова. Вихованець футбольної школи клубу «Сан-Лоренсо». 27 серпня 2018 року дебютував у чемпіонаті Аргентини у матчі проти клубу «Уніон Санта-Фе». 22 вересня 2018 року забив свій перший гол у чемпіонаті в матчі проти «Патронато» на стадіоні «Нуево Гасометро».

## Виступи за збірну
У 2019 році був викликаний до складу молодіжної збірної Аргентини до 20 років на молодіжний чемпіонат Південної Америки у Чилі. Там Ортега зіграв у шести матчах і допоміг своїй збірній посісти друге місце. Цей результат дозволив команді кваліфікуватись на молодіжний чемпіонат світу 2019 року, куди поїхав і Франсіско.

## Статистика виступів

### Статистика клубних виступів
| Сезон             | Команда           | Чемпіонат         | Чемпіонат | Чемпіонат | Національний кубок | Національний кубок | Національний кубок | Континентальні кубки | Континентальні кубки | Континентальні кубки | Інші змагання | Інші змагання | Інші змагання | Усього | Усього | Усього |
| Сезон             | Команда           | Ліга              | Ігор      | Голів     | Ліга               | Ігор               | Голів              | Ліга                 | Ігор                 | Голів                | Ліга          | Ігор          | Голів         | Ігор   | Голів  |        |
| ----------------- | ----------------- | ----------------- | --------- | --------- | ------------------ | ------------------ | ------------------ | -------------------- | -------------------- | -------------------- | ------------- | ------------- | ------------- | ------ | ------ | ------ |
| 2018–19           | «Сан-Лоренсо»     | ПД                | 9         | 2         | КА                 | 1                  | 1                  | КЛ                   | 1                    | 0                    |               | -             | -             | 11     | 3      |        |
| Усього за кар'єру | Усього за кар'єру | Усього за кар'єру | 9         | 2         |                    | 1                  | 1                  |                      | 1                    | 0                    |               | -             | -             | 11     | 3      |        |